# Đurović (obitelj iz Boke kotorske)
Đurović je hrvatska pomorska obitelj iz Prčanja u Boki. Poznata po sudionicima brojnih pomorskih sukoba na Sredozemlju. Spada u istaknute obitelji iz Prčnja koja su obilježila društvenu i gospodarsku povijest svojih matičnih sredina širega područja istočnoga Jadrana i Sredozemlja.
Spominju se u povijesnim ispravama još od 1397. godine. Podrijetlom je iz Zete, a oko 1470. doselila se u Prčanj.
Poznati pripadnici su koji su se istaknuli u ratovima i borbama protiv gusara su: Petar Nikov 1684. kod Herceg-Novog; braća Ivan, Niko i Tripo Franovi 1708. kod Krfa pobijedili gusare iz Tripolitanije; Brno Franov bio je zapovjednik 1857. u pobjedi kod Brindisija za što je dobio odličje Viteškog križa Kraljevskoga reda Franje I., Antona Jozova (1792. – 1871.) car Franjo I. odlikovao ga je zlatnom medaljom i viteškim naslovom za junački čin 1816. u Egejskome moru.
Vremenom se obitelj ističe i izvan vojne djelatnosti, u privredi. Tijekom 19. st. Đurovići su spadali među najjače prčanjske brodovlasnike odnosno brodare i trgovce.
U stoljeću pred suton Mletačke Republike postaju vodeći dužnosnici u gradskoj upravi, a ističu se načelnici Niko Franov i Niko Matov u 18. st.
Župnik u Prčanju (1858. – 61.) Luka Đurović (1810. – 61.), hrvatski pisac. U Mlecima je 1844. objavio djelo u kojem je pisao o životima i radu istaknutih Bokelja tijekom 19. st. Jozo Đurović (1827. – 83.), bio je hrvatski preporoditelj, pomorski kapetan i pjesnik, hrvatski političar. Sin Joza Đurovića Lodoviko bio je zavičajni povjesničar koji je napisao nekoliko povijesnih rasprava o Prčanju.